# ラタタット
ラタタット(Ratatat)は、アメリカ合衆国・ニューヨーク出身のエレクトロニック・ミュージック・デュオ。
ラッパーのキッド・キューディはラタタットと仕事をしている。

## メンバー
- マイク・ストラウド（Mike Stroud） - ギター
- エヴァン・マスト（Evan Mast 又は E*vax） - シンセサイザー、プロデューサー

## ディスコグラフィ

### アルバム
- Ratatat(2004)
- Classics(2006)
- LP3(2008)
- LP4(2010) - 収録曲NeckbraceがゲームSaints Row: The Thirdに使用されている。
- Magnifique(2013)

### リミックス・アルバム
- Ratatat Remixes Vol. 1(2004)
- Ratatat Remixes Vol. 2(2007)

### シングル
- Seventeen Years
- Germany to Germany
- Wildcat
- Lex
- Loud Pipes
- Shiller
- Mirando（ビデオ・クリップ）
- Shempi
- Mirando（CDシングル）